# 楊潤雄
楊潤雄，GBS，JP（1963年1月26日—），香港政府前官員，公務員政務官出身，曾任教育局局長及首任文化體育及旅遊局局長。

## 簡歷
楊潤雄祖籍廣東東莞，父親在他年少時在一間服裝店工作。他在1975年畢業於中華基督教會基華小學下午校，1975年至1982年於九龍華仁書院完成中一至中七學業，1982年至1985年間入讀香港大學社会科学学院。在大學畢業後，他首次投考政務主任不遂，繼而在香港一間會計事務所任職會計員，再轉到澳洲墨爾本一間中型工廠從事會計工作，兼管行政事宜，合共七年。由於察覺到文化差異，加上認為留在當地的發展空間有限，適逢當時港英政府在澳洲招聘政務主任，他便前去投考。
楊潤雄在1992年取得皇家墨爾本理工大學工商管理碩士學位；同年11月隨即加入香港政府政務職系，曾在政務總署、布政司辦公室、運輸科、運輸局，以及工商局任職。他其後擔任民政事務局首席助理局長，並在2002年7月19日接替鍾沛康出任九龍城民政事務專員。他在九龍城任職期間，於2004年7月獲晉升為首長級丙級政務官，並留任至2005年7月。
2006年，楊潤雄獲外派至香港駐悉尼經濟貿易辦事處。返港後，他出任食物及衞生局首席助理秘書長（食物），至2012年11月5日就任教育局副局長一職。
2017年6月30日，楊潤雄被委任為教育局局長，接替離職的吳克儉，並在7月1日正式就履新。
2022年6月30日，楊潤雄被委任為文化體育及旅遊局局長，並同時卸任教育局局長，於翌日正式履新。
2024年12月5日，根據行政長官李家超建議，楊潤雄被國務院免去文化體育及旅遊局局長一職，由羅淑佩接任。

## 教育局副局長
楊潤雄在任教育局副局長期間因時任局長吳克儉在任期間不斷外訪，令他在吳克儉離港期間頻繁地署任其職，故其曝光率一直比其他副局長為高，亦需要真正處理局長的職務。在吳克儉在任期間，社會對教育政策的爭議不絕，不少教育團體都曾表示，情願約見副局長楊潤雄，都不想花時間與吳克儉會面。學界對楊潤雄坐正教育局局長職位反應正面，除了受惠於吳克儉的離任消息，亦是因為楊潤雄曾親自處理不少教育議題，讓他在教育界人士中取得正面印象。例如在2015年年底全港性系統評估風波期間，立法會教育事務委員會召開公聽會，吳克儉因家事而缺席，由楊潤雄以署理教育局長身份出席，對於會上幾乎一面倒的批評，楊潤雄曾表明：「如果無法令學校停止操練，政府願意作出重大調整。」另外，在2017年5月初，立法會為基本能力評估（BCA）召開公聽會，合共3節，但吳克儉只出席1節，改去出席汕頭商會慶祝回歸20周年活動，其餘2節的公聽會亦由副局長楊潤雄頂上。對於其五年教育局副局長生涯，泛民主派立法會教育界議員葉建源亦評論楊潤雄有誠意兼肯溝通，亦讚賞其表現穩妥。

## 教育局局長

### 修改歷史教科書措辭爭議
2018年4月，有報道指教育局突然收緊中學歷史課本的內容審查，當中「中國堅持收回香港主權」 一句，被評為「措辭不恰當」。楊潤雄回應指中國一直擁有香港的主權，用「收回主權」字眼不恰當。中聯辦教育科技部長李魯之後回應相關言論時則附和已故中共第二代領導核心鄧小平的說法，中國要「把香港主權收回來」，認為「香港主權當然要收回」。
《香港01》有評論文章評論：「近年來香港已經因為意識形態、甚至是意氣之爭而枉費了不少精力，民生事務卻毫無寸進。就以今次事件為例，教育局大概是為了配合中央嚴厲遏止港獨的大方向，於是對教科書中關乎中港關係的描述來一次大檢閱，而且『寧枉無縱』，就連『香港位於中國南方』此等尋常不過的句子，也硬說成語意不清、有機會被理解成『香港位於中國境外南方』，可謂蠻不講理之至。」又指香港教育界經歷過「吳克儉之亂」，本來對楊潤雄稍有期待，但現狀恐怕不容樂觀。

### 有關粵語的言論
2018年，教育局在小學中文網上教學資源頁面，上載了香港中文大學普通話教育研究及發展中心顧問宋欣橋的文章，文章中提到粵語並非「母語」，香港人的母語應為普通話。
相關言論引來社會撻伐，香港中文大學中文系前高級講師歐陽偉豪批評教育局特意引用一位沒有粵語研究的內地學者之文章，去替代粵語研究豐碩的香港學者，屬「引用權威未夠精準」。他認為，當局一系列的行為，反映背後有矮化粵語，或壓抑粵語的強烈動機。而香港大學中文教育研究中心總監謝錫金亦認為母語應為最直接、簡單和易理解的語言。對多數香港人而言，母語就是粵語。
2018年10月，楊潤雄接受香港電台節目《舊日的足跡》訪問時指出，在全球以普通話為主學習中文的趨勢下，港人未來仍以廣東話學習中文可能欠缺優勢。對於宋欣橋的文章，楊潤雄回應時指，有關文件並非最近上載，已經上載多年，形容這一系列文件，「提供予老師或界別人士，去看社會不同學者或不同人士意見，對母語的看法」。有關言論隨即惹來爭議，楊在facebook發文澄清自己沒有質疑用廣東話學中文，只是認為長遠來說，中文教學如何發展，可交由專家研究，並重申廣東話對香港來說是優勢，例如古詩歌賦用廣東話唸更有韻味。在商業電台節目中，他說自己母語是廣東話，說廣東話是最自然的，表明「我撐廣東話」，但他亦說廣東話口語和書面語有分別，學生不能直接寫口語，如實施普教中，學生可直接把所說寫出來，減少出錯機會，而世界上很少地方以廣東話教中文，用廣東話教學會否失去優勢需要再研究，如結果是會失優勢也不代表香港一定要推行普教中。不过，對於楊潤雄的言論，早前提交予立法會的研究報告顯示：「未有確實證據，證明以普通話學中文的學生的一般中文能力會较高」。
楊潤雄在香港電台節目中回答英文提問，會否投放資源在廣東話保育，他回應說：「I don't think Cantonese is dying so I don't think I need to answer your question.」（我不覺得廣東話已到了危急存亡之秋，因此我不認為我需要回答你的問題）。
香港中文大學中文系前高級講師歐陽偉豪針對楊潤雄質疑用廣東話學中文能否長遠發展的言論，表示如果廣東話不能夠長遠發展，那就應該更加致力於幫助發展廣東話而非棄用，面对廣東話發展危機，作为教育局局长，应该要去拯救廣東話，而不是不断贬低和矮化广东话。歐陽偉豪又認為香港应有创意，應令廣東話學中文成為最優質的學習方法，讓世界跟隨，如果什么都跟着個世界走，缺乏创意精神，高錕教授也發明不了光纖。。
楊潤雄的言論引起多方質疑批評，楊潤雄作為教育局局長，以普通話学中文去贬低和矮化廣東話。用一種語言去取代另一種語言，有違香港多年奉行的兩文三語政策，廣東話日後的發展應與普通話並行不悖，堅持以普通話取代廣東話學習中文的想法不可取。有媒體評論文章批評楊潤雄的相關言論是「愛國賊」行為，文章指出，中共中央辦公廳、國務院辦公廳去年印發的文件，當中表明要「推廣和規範使用國家通用語言文字，保護傳承方言文化」，粵語不断被矮化贬低，港府如何保護及傳承香港粵語文化，粵語文化也是中华文化的一部分。香港浸會大學中國政治學者呂秉權曾指出，當簡體字和普通話深入香港的教學制度，在潛移默化下，主流普通話教學可在將來大行其道。文章又批評楊潤雄「冒著被全港指罵的風險用歪理試探港人的底線，以無知及認知偏差來表忠，卻把自己的孩子送往國際學校甚至英國就讀」，比不理教務的前任教育局局長吳克儉的表現更差。
一直關注教育議題的香港電影導演張堅庭批評子女就讀於國際學校的楊潤雄的有關粵語的言論「很諷刺」，因為這顯示出他視英文口語和外國文化為最大優勢，又指其「廣東話教學無優勢」的言論違背港人想法。

### 稱香港教育制度較複雜
楊潤雄自2017年被委任為教育局局長後受到公眾關注，當中他任職香港教育高官，卻從未對香港教育制度投信心一票，被質疑他安排子女由幼稚園起就讀並非受香港教育制度規範的本地學校，他曾在電台節目承認兩名子女均就讀國際學校，原因是「覺得香港教育制度較複雜」、入讀國際學校是「方便適應」。
一直關注教育議題的香港電影導演張堅庭評批「教育局長大權在握，一切都以制度及公平為主，但容易出現因循苟且，以制度為先，不以學生為本，最人格分裂的時候莫過於大部分教育局的高官子女都在外國升學，他們設計的，他們自己不使用，哪有喬布斯用三星電話而不用蘋果電話的呢！」。
及後楊潤雄更安排子女負笈澳洲升學，長女楊蔓澄就讀昆士蘭大學獸醫系，幼子楊培生就讀悉尼大學化學及生物分子工程。

### 2019年逃犯條例修訂爭議期間的言論及批評
在2019年逃犯條例修訂草案爭議期間，有九間大學及約90間中小學的老師、職員、校友、學生發起聯署，反對修訂逃犯條例，當中包括多名高官和關鍵人物的母校：林鄭月娥（嘉諾撒聖方濟各）、李家超（華仁）、鄭若驊（嘉諾撒聖瑪利）、陳維安（男拔）、廖長江（英華）、石禮謙（聖若瑟）、臺灣殺人案女死者潘曉穎（聖士提反）。對此楊潤雄表示校園內應專心做好教育工作，如學生對社會議題有疑惑，希望老師可以持平地向學生解說，而非將自己的個人政治看法混入其中；針對楊潤雄的言論，有聲音指出，一個老師能夠給予學生最寶貴的正是自己的思想價值，又指學生要從教師身上學到的如果只有教學內容，那辦學便沒有意義，又批評楊潤雄等官員還在誤會老師的職責只在教書的層次，無法與之溝通。

### 如校長支持被調查的教師可取消其資格
在反修例運動中截至2019年12月底，教育局調查123宗教師專業操守投訴，13宗確認成立及處分。《明報》報導教育局局長楊潤雄接受中國內地傳媒《上觀新聞》專訪，被問如學校不配合教師調查，甚至校長也支持教師所行，當局如何應對。楊潤雄稱學校的基本態度如何、是否支持教師，很容易看出來，如學校認為涉事教師「沒有問題」，當局就可以知道學校、校長的態度和立場可能「有問題」，然後從管理角度處理，例如如果覺得一個校長已經不能勝任，可以取消他的校長資格；如情節嚴重甚至連當一個教師也不合適了，可取消該校長的教師資格；如程度不嚴重，會建議辦學團體、校董共同幫助校長做好工作。楊潤雄強調教育局法律上有權，行使權力時會十分謹慎。灣仔區校長聯會擔心當局無客觀統一標準，擔憂日後只容許順應教育局立場。

### 批評文憑試歷史科題目
2020年度香港中學文憑試歷史科其中一條必答題問考生「『1900-45 年間，日本為中國帶來的利多於弊』你是否同意此說？」引起爭議。
教育局發言人回應表示，知悉今年文憑試的歷史科，有試題附帶極為片面的資料，導致試題具引導性，考生可能因而達至偏頗的結論，嚴重傷害在日本侵華戰爭中，受莫大苦難的國民的感情與尊嚴。教育局對公開試中，出現如此設計的試題深感遺憾，並予以譴责。
教育局要求考評局嚴肅跟進，向公眾作出合理交代，並全面檢討出題機制，從速改善，以維護文憑試的公平性、公正性及可信性。

### 否定香港三權分立制度
2020年8月31日，楊潤雄於宣佈全香港學校下月復課的記者會上，回應有通識科教科書出版社，接受當局諮詢計劃後，刪走書上有關香港實行三權分立的內容時，表示香港無論主權移交前及移交後，都沒有三權分立制度，此點需要在教科書上說出。
翌日，行政長官林鄭月娥於記者會上公開表示完全支持楊潤雄的說法，指香港無三權分立。林鄭月娥說，會形容三權關係是各司其職，希望可以互相配合，亦認同可以互相制衡。行政、立法和司法機關按基本法要互相做自己職能，互相制衡及配合，但最終三個機關要透過行政長官向中央人民政府負責。教育局網站曾存取2011年法官陳兆愷所撰寫的簡報《基本法、法治與香港的優勢》，文件當中的「法治作為一種制度」章節，列出了「權力分立（或稱三權）」，解釋政府的職能可由立法、行政及司法機關執行各自的功能，又指機關的設置能避免權力集中和權力濫用。相關文件隨後被刪除。

## 文化體育及旅遊局局長

### 連環AV女優事件

#### 偽造新聞稿
2023年3月15日，香港藝人繪麗奈宣布於日本以AV女優身分出道。同日，有網民惡搞他於3月13日發出恭賀楊紫瓊獲頒第95屆奧斯卡金像獎最佳女主角的政府新聞稿，改為他代表文體旅遊局恭賀繪麗奈成功進軍日本色情界的新聞稿，相關惡搞圖片於香港連登討論區流傳。文體旅遊局發言人其後指收到市民舉報相關事件，並嚴正澄清當局絕無發表該偽造新聞稿，當局亦已報警處理。

#### 邀請前女優來港免費派雪糕
2024年「藝術三月」活動期間，文化體育及旅遊局在本月的第四個周六在各區免費派雪糕，而近日就有網民流傳圖片，宣稱局方邀請前AV女優三上悠亞來港免費派雪糕，引來網民討論。文體旅局下午在社交專頁撰文，就以「講笑咩」三個字作出回應。局方的小編更否認直言「由外國特別嘉賓」派雪糕的相關網上傳言。

### Taylor Swift 演唱會事件
2023年底，Taylor Swift正籌備演唱會，楊潤雄稱沒有對方電話號碼，錯失發展旅遊的良機，被批評態度敷衍，相比之下，新加坡首長親自前往接洽，誠意十足，最終能成功舉辦演唱會。

### 除夕煙花旅客滯留事件
2024年1月1日凌晨，大批內地旅客觀賞煙花倒數後；滯留太子直通巴士站及上水港鐵站造成混亂，事件引發以保安局為首的跨部門檢討。

### 美斯事件
楊潤雄在任文化體育及旅遊局局長時，藉「『M』品牌活動」於2024年2月4日邀請國際勁旅來港比賽，可是在邀請名單上的阿根廷球星美斯最終沒有落場，令不少香港球迷大為失望。

### 施政報告中被特首指KPI未達標
二零二四年施政報告中，特首要求盡快提交《文藝創意產業發展藍圖》；並指郵輪旅遊續效指標未達標。楊局長回應藍圖因經濟及業者意見需大幅修改而未能公佈。至於郵輪碼頭被指配套不足，局長表示碼頭作為基建措施目標為讓大量遊客短時間上落故商業設施缺乏，但郵輪旅客需費時輪候的士時則以天氣理由搪塞。

### 賀國慶無人機表演被取消
楊潤雄局長於二零二四年十月二十三日回應立法會議員盧定國書面質詢時重申，無人機表演會受氣象因素影響而取消；事前亦舉行多次跨部門會議並有與營運商制定應變計劃，承認會汲取經驗。

### 藝人無法舉辦演唱會
楊潤雄在任文化體育及旅遊局局長期間，藝人黃耀明多次申請場地舉辦演唱會均告失敗。此外，樂團Kolor原定於二零二四年十二月舉行的二十週年演唱會宣稱受不可抗力因素影響而需延期及另覓場地。藝人藍奕邦原定於二零二五年舉辦的二十週年演唱會因製作公司被西九文化區取消場地預訂而告吹，西九文化區管理局稱不評論個別活動的租場安排。楊潤雄於十一月三十日在港台《星期六問責》中以體育館日常爆滿，若非定期維修都全數租出為例；形容本港表演眾多，個別表演被取消並不影響場地受歡迎程度。

## 榮譽

### 殊勳
- 金紫荊星章（G.B.S.）（2022年7月27日）[56]
- 官守太平紳士（J.P.）（2012年11月30日－2024年12月4日）[57]
- 非官守太平紳士（J.P.）（2025年7月1日－）[58]

## 詮釋
1. 1 2  資料來自香港電台第一台《舊日的足跡》於2018年10月7日播出的楊潤雄訪問。
2. ↑  指以愛國為藉口，打著愛國的名號胡作非為，顛倒是非甚至目無法紀，將反對他們的人都扣上賣國賊帽子的人。

## 外部連結
- 明報教育出版-STEM教育特刊楊潤雄專訪「提升邏輯思維，才能有效解決問題」 （页面存档备份，存于）（繁體中文）
- 文化體育及旅遊局局長楊潤雄於香港政府一站通網頁的介紹 （页面存档备份，存于）
- 楊潤雄的Facebook專頁

| 官衔          | 官衔                                             | 官衔          |
| ------------- | ------------------------------------------------ | ------------- |
| 新頭銜        | 文化體育及旅遊局局長 2022年7月1日－2024年12月5日 | 繼任： 羅淑佩 |
| 前任： 吳克儉 | 教育局局長 2017年7月1日－2022年6月30日           | 繼任： 蔡若蓮 |
| 前任： 陳維安 | 教育局副局長 2012年11月5日－2017年6月30日        | 繼任： 蔡若蓮 |
| 政府职务      |                                                  |               |
| 前任： 鍾沛康 | 九龍城民政事務專員 2002年7月19日－2005年7月31日  | 繼任： 王天予 |